# کانن ئی‌اواس-۱دی‌اس مارک ۳
کانن ئی‌اواس-۱دی‌اس مارک ۳ (به انگلیسی: Canon EOS-1Ds Mark III) یک دوربین عکاسی تک‌لنزی بازتابی ساخت شرکت کانن است.